# أدولف كون
أدولف كون (بالفرنسية: Adolphe Cohn)‏ هو باحث في الرومانسية فرنسي وأمريكي، ولد في 29 مايو 1851 في باريس في فرنسا، وتوفي في 13 فبراير 1930.